# Oľšavka (okres Stropkov)
Oľšavka je obec na Slovensku v okrese Stropkov. Žije zde 191 obyvatel. První písemná zmínka o obci je z roku 1551.

## Poloha
Obec se nachází v Nízkých Beskydech na přechodu Ondavské vrchoviny do Laborecké vrchoviny v povodí řeky Chotčianky a dále Ondavy. Střed obce leží v nadmořské výšce 297 m n. m. a je vzdálen 11 km od Stropkova.
Sousedními obcemi jsou Šemetkovce na severozápadě a severu, Kožuchovce na severovýchodě, Gribov na východě, Bukovce na jihu a Vislava na jihozápadě a západě.

## Historie
Obec se poprvé písemně připomíná v roce 1551 jako Olsafka a byla součástí panství Makovica. V roce 1427 se zde neplatila žádná daň. V roce 1711 uprchlo velké množství poddaných.
V roce 1787 měla obec 37 domů a 285 obyvatel, v roce 1828 73 domů a 556 obyvatel, kteří se živili chovem dobytka a výrobou dřevěného nářadí. V polovině 19. století došlo k výrazné vlně vystěhovalectví. Během zimní bitvy v Karpatech na přelomu let 1914/15 byla Oľšavka krátce obsazena ruskými vojsky.
Do roku 1918 patřila obec v župě Sáros k Uherskému království a poté k Československu (nyní Slovensku). V době první Československé republiky se mnoho obyvatel opět vystěhovalo. Po druhé světové válce bylo v roce 1960 založeno místní Jednotné zemědělské družstvo (JRD) a někteří obyvatelé dojížděli za prací do průmyslových oblastí ve Stropkově a Svidníku.

## Obyvatelstvo
Podle sčítání lidu z roku 2011 žilo v Oľšavce 236 obyvatel, z toho 189 Slováků, 45 Rusů a jeden Ukrajinec. Jeden obyvatel neuvedl svou etnickou příslušnost.
135 obyvatel se hlásilo k řeckokatolické církvi, 92 obyvatel k pravoslavné církvi a 5 obyvatel k římskokatolické církvi. Pro čtyři obyvatele nebylo označení určeno.

## Památky
- Řeckokatolický chrám Svaté Bohorodičky z roku 1900
- Řeckokatolický chrám Svatých Kosmy a Damiána z roku 1908[3]